# 209 v.Chr.
Het jaar 209 v.Chr. is een jaartal volgens de christelijke jaartelling. 

## Gebeurtenissen

### Italië
- Slag bij Asculum: Het Romeinse leger onder Marcus Claudius Marcellus voert in Apulië een onbesliste veldslag tegen Hannibal Barkas. De Carthagers moeten zich terugtrekken naar de "teen van de laars" in Zuid-Italië.
- Quintus Fabius Maximus Cunctator herovert Tarentum, vanwege de oorlog stuurt Ptolemaeus IV van Egypte graanvoorraden naar Rome.

### Perzië
- Antiochus III de Grote weet grote delen van Parthië te onderwerpen, hij verovert Hyrcanië alsmede de steden Ekbatana en (na een beleg) Syrinx.

### China
- Mao Dun schiet tijdens de jacht "per ongeluk" een pijl af op zijn vader Dou Man en wordt dodelijk getroffen. Kort daarna laat hij zich kronen tot koning van de Xiong Nu.

### Carthago
- Publius Cornelius Scipio Africanus vestigt in Catalonië zijn hoofdkwartier bij Tarraco (huidige Tarragona) en belegert Carthago Nova, een Romeinse vloot blokkeert de havenstad. Het Carthaagse garnizoen geeft zich over, de Romeinen bezetten de zilvermijnen.

### Griekenland
- Attalus I van Pergamon sluit zich aan bij de Aetolische Bond tegen Philippus V van Macedonië.
- Philopoemen wordt benoemd tot strategos van de Achaeïsche Bond, hij reorganiseert het leger en verslaat op de Peloponnesos in Elis de Aetoliërs.